# 변대윤
변대윤(1959년 1월 15일 ~ 2013년 6월 4일)은 대한민국의 전 음반사 사장이다. 본명은 변두섭이다.

## 생애
전라남도 화순군 출신이다. 1984년 예당기획을 설립하였고, 1992년 예당음향으로 법인 전환하였다. 1996년 한국연예제작자협의회 이사를 맡았다. 2013년 사무실에서 목을 맨 채 자살하였다.

## 음반 제작자
양수경, 조덕배, 최성수, 듀스, 룰라, 솔리드, 언타이틀, 녹색지대, 서태지, 이정현, 조PD, 원타임, 지누션, 이승철, 김경호, 알리, 씨클라운, 국카스텐, 임재범, 조관우 등의 앨범을 기획 및 제작, 유통시켰다.

## 드라마 OST 제작
- 2002년 드라마 겨울연가 OST
- 2003년 천국의 계단 OST

## 영화 제작
영화 식객, 미인도 등 투자.

## 가족
- 양수경 (배우자) = 1998년 결혼.

## 기타
- 1991~1992년 암으로 투병한 적이 있다.